# The Greatest Demon Lord Is Reborn as a Typical Nobody
The Greatest Demon Lord Is Reborn as a Typical Nobody (史上最強の大魔王、村人Aに転生する, Shijō saikyō no dai maō, murabito ē ni tensei suru, litt. « Le plus grand seigneur démon de l'histoire est réincarné en tant que Villageois A ») est une série de light novel japonaise écrite Myōjin Katō et illustrée par Sao Mizuno. Elle est initialement publiée sur le site de romans en ligne Shōsetsuka ni narō, depuis août 2017. Ses droits sont ensuite acquis par Fujimi Shobo, qui édite la série de light novels depuis mai 2018 sous le label Fujimi Fantasia Bunko. Une adaptation en manga dessinée par Misuho Kotobaest prépubliée dans le Monthly Big Gangan de Square Enix depuis février 2019. Une adaptation en série d'animation produite par les stuidos Silver Link et Blade est diffusée entre le 6 avril et le 22 juin 2022. Hors de l'Asie, cette diffusion est assurée par Crunchyroll.

## Synopsis
Souffrant d'ennui et de solitude, Varvatos, le plus puissant des Rois Démons, décide de se réincarner en tant que personnage le plus banal qui soit, afin de vivre une vie normale dans laquelle il pourra se faire des amis.

## Personnages
Ard Meteor (アード・メテオール, Ādo Meteōru)
Voix japonaise : Toshinari Fukamachi, Rie Takahashi (enfant), voix française : Maxime Van Santfoort
Ireena Litz de Olhyde (イリーナ・リッツ・ド・オールハイド, Irīna Rittsu do Ōruhaido)
Voix japonaise : Wakana Maruoka, voix française : Elsa Poisot
Ginny Fin de Salvan (ジニー・フィン・ド・サルヴァン, Jinī Fin do Saruvan)
Voix japonaise : Hina Yomiya
Sylphy Marheaven (シルフィー・メルヘヴン, Shirufī Meruhevun)
Voix japonaise : Ayaka Ōhashi
Olivia vel Vine (オリヴィア・ヴェル・ヴァイン, Orivia veru Vain)
Voix japonaise : Mie Sonozaki
Varvatos (ヴァルヴァトス, Varuvatosu)
Voix japonaise : Kōhei Amasaki
Lydia Beginsgate (リディア・ビギンズゲート, Ridia Biginzugēto)
Voix japonaise : Yuki Kaida
Verda El Hazard (ヴェーダ・アル・ハザード, Vēda Aru Hazādo)
Voix japonaise : Yui Ogura
Alvarto Exex (アルヴァート・エグゼクス, Aruvāto Eguzekusu)
Voix japonaise : Takehito Koyasu
Lizer Bellphoenix (ライザー・ベルフェニックス, Raizā Berufenikkusu)
Voix japonaise : Kenta Miyake

## Productions et supports

### Light novel
La série de light novel est écrite par Myōjin Katō et illustrée par Sao Mizuno. Elle est initialement publiée en ligne à partir d'août 2017 sur le site de romans en ligne Shōsetsuka ni narō. Ses droits sont ensuite acquis par Fujimi Shobo, qui publie dix volumes depuis mai 2018 sous le label Fujimi Fantasia Bunko.
| no | Japonais                                            | Japonais         | Japonais          |
| no | Titre                                               | Date de sortie   | ISBN              |
| -- | --------------------------------------------------- | ---------------- | ----------------- |
| 1  | Shinwa-goroshi no yūtōsei (神話殺しの優等生)        | 19 mai 2018      | 978-4-04072-682-3 |
| 2  | Gekidō no yūsha (激動の勇者)                        | 20 juillet 2018  | 978-4-04072-690-8 |
| 3  | Dai eiyū no katasutorofi (大英雄のカタストロフィ)   | 20 novembre 2018 | 978-4-04072-965-7 |
| 4  | Kodoku no shingaku-sha (孤独の神学者)               | 20 avril 2019    | 978-4-04072-966-4 |
| 5  | Kyoukou Senrei (教皇洗礼)                           | 20 août 2019     | 978-4-04073-231-2 |
| 6  | Moto Murabito ē (元・村人Ａ)                        | 18 janvier 2020  | 978-4-04073-433-0 |
| Sp | Murabito ē no kareinaru hibi (村人Ａの華麗なる日々) | 18 janvier 2020  | 978-4-04073-435-4 |
| 7  | Sotonarukami no piero (外なる神のピエロ)            | 20 novembre 2020 | 978-4-04073-434-7 |
| 8  | Megami no kakusei (女神の覚醒)                      | 20 avril 2021    | 978-4-04074-068-3 |
| 9  | Jashin no yume (邪神の夢)                           | 19 mars 2022     | 978-4-04074-391-2 |
| 10 | Daimaō kōrin (大魔王降臨)                           | 20 mai 2022      | 978-4-04074-392-9 |

### Manga
Une adaptation en manga dessinée par Misuho Kotoba est prépubliée dans le magazine Monthly Big Gangan de Square Enix depuis le 25 février 2019. Sept volumes reliés sont publiés au 24 septembre 2022.
| no | Japonais          | Japonais          |
| no | Date de sortie    | ISBN              |
| -- | ----------------- | ----------------- |
| 1  | 9 août 2019       | 978-4-75756-245-5 |
| 2  | 12 février 2020   | 978-4-75756-523-4 |
| 3  | 15 août 2020      | 978-4-75756-815-0 |
| 4  | 15 février 2021   | 978-4-75757-117-4 |
| 5  | 25 septembre 2021 | 978-4-75757-492-2 |
| 6  | 25 mars 2022      | 978-4-75757-844-9 |
| 7  | 24 septembre 2022 | 978-4-75758-164-7 |

### Anime
Une adaptation en série d'animation est annoncée lors de la Kadokawa Light Novel Expo 2020 (en) le 6 mars 2021. La série télévisée est produite par Silver Link et Blade (ja) et réalisée par Mirai Minato, avec Michiko Yokote écrivant les scripts, Takayuki Noguchi concevant les personnages et Takeshi Nakatsuka composant la musique. Elle est diffusée entre le 6 avril et le 22 juin 2022 sur AT-X, Tokyo MX, BS NTV, KBS Kyoto et SUN. Le thème d'ouverture intitulé Be My Friend!!! est interprété par Ayaka Ōhashi, tandis que le thème de fin est Reincarnation, interprété par ChouCho,. Crunchyroll diffuse la série hors de l'Asie.

#### Liste des épisodes
| No | Titre français              | Titre japonais     | Titre japonais                 | Date de 1re diffusion |
| No | Titre français              | Kanji              | Rōmaji                         | Date de 1re diffusion |
| -- | --------------------------- | ------------------ | ------------------------------ | --------------------- |
| 1  | Villageois A                | 村人A              | Murabito Ē                     | 6 avril 2022          |
| 2  | Hors normes                 | 規格外             | Kikaku-gai                     | 13 avril 2022         |
| 3  | La pièce du roi démon       | 魔王劇場           | Maō gekijō                     | 20 avril 2022         |
| 4  | Duel                        | 決闘               | Kettō                          | 27 avril 2022         |
| 5  | L'histoire du roi solitaire | 孤独なりし王の物語 | Kodoku narishi ō no monogatari | 4 mai 2022            |
| 6  | Le héros agité              | 激動の勇者         | Gekidō no yūsha                | 11 mai 2022           |
| 7  | Le festival acharné         | 白熱の祭典         | Hakunetsu no Saite             | 18 mai 2022           |
| 8  | Le sourire sous le masque   | 仮面は嗤う         | Kamen wa Warau                 | 25 mai 2022           |
| 9  | D'après Dieu                | 神曰く             | Kami iwaku                     | 1er juin 2022         |
| 10 | Vieux champ de bataille     | 古の戦場へ         | Inishie no senjō e             | 8 juin 2022           |
| 11 | Résolution                  | 覚悟ある者         | Kakugo aru mono                | 15 juin 2022          |
| 12 | Au-delà de la volonté       | 決意の先に         | Ketsui no saki ni              | 22 juin 2022          |